# Vatrogasna stanica 19
Vatrogasna stanica 19 (engl. Station 19) je američka televizijska drama TV kuće ABC koju je kreirala Stejsi MekKi. Serija je premijerno prikazana 22. marta 2018. godine i predstavlja drugu adaptaciju (proizlazak, obradu engl. spin off) „Uvoda u anatomiju“, nakon „Privatne prakse“. Smeštena u Sijetlu, serija se fokusira na živote muškaraca i žena u Vatrogasnoj stanici 19 koji svakodnevno spasavaju građane Sijetla. U seriji igraju Džejna Li Ortiz, Džejson Džordž, Grej Dejmon, Beret Dos, Alberto Freza, Džej Hajden, Okieriete Onaodovan, Daniel Savre i Miguel Sandoval.
Stejsi MekKi, Šonda Rims, Betsi Birs i Paris Barklej su izvršni producenti serije, dok su producentske kuće bile ABC i Shondaland. Stejsi MekKi bila je vodeći producent serije, i nakon što je napustila to mesto serija je obnovljena dodavanjem treće sezone.
Maja 2017. godine, televizijski šou primio je serijski nalog od kompanije ABC. Džejna Li Ortiz je angažovana jula 2017. godine, a ostatak glumačke ekipe bio je oformljen do oktobra iste godine. Snimanje serije odvija se prvenstveno u Los Anđelesu. Maja 2018. šou je obnovljen drugom sezonom koja je premijerno prikazana 4. oktobra 2018. godine, dok je maja 2019. objavljena treća sezona koja je premijerno prikazana 23. januara 2020.

## Kratak opis radnje
Serija prati grupu hrabrih vatrogasaca Stanice 19 Vatrogasne službe Sijetla, rangiranih od kapetana sve do najnovijih regruta u njihovim poslovnim i privatnim životima.

## Glumci i likovi

### Glavni
- Džejna Li Ortiz kao Andrea Endi Herera: poručnik Stanice 19 i ćerka kapetana Pruita Herere. Bila je vršilac dužnosti kapetana Stanice 19. Na kraju druge sezone, zaljubljuje se u novog kapetana, Roberta Salivana.[2]
- Džejson Džordž kao Bendžamin Ben Voren: vatrogasac Stanice 19 i bivši anesteziolog  i hirurg Memorijalne bolnice Grej Sloun.
- Grej Dejmon kao Džek Gibson: poručnik Stanice 19. Energičan, neustrašiv i strastan, bio je jedan od vršilaca dužnosti kapetana Stanice 19, zajedno sa Hererom.
- Beret Dos kao Viktorija Vik Hjuz: mlađi vatrogasac Stanice 19.
- Alberto Freza kao Rajan Taner (sezone 1-2, gost u sezoni 3): policajac u Policijskoj službi Sijetla. On i Endi su dugogodišnji prijatelji i bili su u ljubavnoj vezi tokom srednjoškolskih dana. Upucan je u drugoj epizodi treće sezone, a umire u trećoj epizodi.
- Džej Hajden kao Trevis Montgomeri: vatrogasac Stanice 19.
- Okieriete Onaodovan kao Din Miler: vatrogasac Stanice 19.
- Daniel Savre kao Maja Bišop: biseksualni poručnik i kasnije kapetan Stanice 19. Ona je bivši olimpijski sportista i takođe Endina najbolja prijateljica.
- Miguel Sandoval kao Pruit Herera: kapetan Stanice 19, Endin otac i takođe njen i Džekov mentor. On odustaje od svoje uloge u premijeri serije.
- Boris Kodžo kao Robert Salivan (sezona 2 - sadašnjost): novi kapetan Stanice 19 koji se nedavno vratio u Sijetl. Unapređen je u šefa bataljona. Pre nego što je bio kapetan, bio je general u Akademiji na kojoj su se Miler i Gibson obučavali. Bio je jedan od najboljih prijatelja šefa Riplija, ali njihovo prijateljstvo je izbledelo kada se Robert preselio u Montanu nakon smrti svoje žene. Salivan pati od kompleksnog regionalnog sindroma bola (CRPS). Na kraju druge sezone, postaje predmet Endinih ljubavnih interesovanja.[3][4]

### Sporedni i povremeni
- Marla Gibs kao Edit (sezona 1): penzionerka koja spaja Trevisa sa svojim unukom Grantom.[5]
- Bret Taker kao Lukas Ripli (sezone 1-2): vatrogasni načelnik Vatrogasne službe Sijetla.
- Brenda Song kao Džej-Džej (sezone 1, 3): muzički kritičar koju Miler spasava iz požara i kasnije izlazi na sastanak sa njom.
- Lesli Houp kao šef Frankel: šef bataljona Vatrogasne službe Sijetla.
- Sterling Salimen kao Grant: kuvar i unuk Edit koja ga spaja sa Trevisom.
- Čandra Vilson kao Dr. Miranda Bejli, šef hirurgije Memorijalne bolnice Grej Sloun i Vorenova žena.
- Birgundi Bejkr kao Džemi Miker (sezona 2): Dinova sestra.
- Rigo Sančez kao Rigo Vaskez (sezona 3)
- Keli Tibaud kao Eva Vaskez (sezona 3)
- Pet Hili kao Albert Dikson (sezona 3)
- Džesi Vilijams kao Dr. Džekson Ejvri (sezona 3): plastični hirurg u Memorijalnoj bolnici Grej Sloun.

### Istaknuti gosti
- Elen Pompeo kao Dr. Meredit Grej: šef opšte hirurgije u Memorijalnoj bolnici Grej Sloun.[6]
- Džejk Boreli kao Dr. Levi Šmit: novi stažista Memorijalnoj bolnici Grej Sloun.
- Bi-Džej Taner kao Tak Džouns: Vorenov pastorak.
- Li jang Han kao Šarlot Dirborn: Vatrogasni poručnik Stanice 12 koji se nadmeće sa Hererom i Gibsonom za mesto kapetana.
- Đakomo Đanioti kao Dr. Endru Deluka (sezona2 2): hirurški specijalizant u Memorijalnoj bolnici Grej Sloun.
- Keli MekKreri kao Dr. Megi Pirs (sezona 2): šef kardiotorakalne hirurgije u Memorijalnoj bolnici Grej Sloun.
- Najl Dimarko kao Dilan (sezona 2): gluvi vatrogasac koji se pojavljuje u epizodi "U šumskom požaru".[7]
- Patrik Dafi kao Teri (sezona 2): pojavljuje se u epizodi "U šumskom požaru".
- Džejsi Eliot kao Dr. Terin Helm (sezona 3): specijalizant u Memorijalnoj bolnici Grej Sloun.
- Aleks Blu Dejvis kao Dr. Kejsi Parker (sezona 3): specijalizant u Memorijalnoj bolnici Grej Sloun.
- Vivijan Nikson kao Dr. Hana Brodi (sezona 3): specijalizant u Memorijalnoj bolnici Grej Sloun.
- Devin Vej kao Dr. Blejk Sims (sezona 3): specijalizant u Memorijalnoj bolnici Grej Sloun.
- Aleks Landi kao Dr. Niko Kim (sezona 3): doktor u Memorijalnoj bolnici Grej Sloun i Levin dečko.
- Stefania Spampinato kao Dr. Karina Deluka (sezona 3).

## Epizode
| Sezona                   | Epizode                  | Emitovanje         | Emitovanje              |
| Sezona                   | Epizode                  | Prvi put emitovano | Poslednji put emitovano |
| ------------------------ | ------------------------ | ------------------ | ----------------------- |
| Pozadinska pilot epizoda | Pozadinska pilot epizoda | 01.03.2018.        | 01.03.2018.             |
| 1                        | 10                       | 22.03.2018.        | 17.05.2018.             |
| 2                        | 17                       | 04.10.2018.        | 16.05.2019.             |
| 3                        |                          | 23.01.2020.        |                         |

### Pozadinska pilot epizoda (2018.)
Za pozadinsku pilot epizodu, „Br. epizode ukupno“ i „Br. epizode u sezoni“ odnose se na mesto epizode u nizu epizoda roditeljske serije „Uvod u anatomiju“.
| Br. epizode ukupno | Br. epizode u sezoni | Naslov             | Režiser         | Pisac        | Originalni datum emitovanja | Br. gledalaca u SAD (u milionima) |
| --- | -------------------- | ------------------ | --------------- | ------------ | --------------------------- | --------------------------------- |
| 306 | 13                   | „Stvarno me držiš“ | Inzinga Stjuart | Stejsi MekKi | 01.03.2018.                 | 7.52                              |
| Požar u kući donosi priču o dva dečaka koje je spasila Vatrogasna stanica 19. Meredit Grej upoznaje Endi Hereru, vatrogasca, koja se pojavljuje držeći ruku na trbušnoj aorti pacijenta. Dok Endi dobija dozvolu da posmatra operaciju iz blizine, Ben Voren se bori sa idejom da više ne bude hirurg. Dr. Tom Korasik, bivši profesor Amelije Šeprd, pojavljuje se da bi joj pomogao u njenom istraživačkom projektu, ali ubrzo sputava njene ideje. Međutim, dok se oni sukobe međusobno zbog razlika u mišljenju, dolaze na ideju da spasu njenog pacijenta. Ričard Veber posmatra Mirandu Bejli vrlo pažljivo, jer joj je to bio prvi dan na poslu nakon oporavka od srčanog udara. Džekson Ejvri počinje da brine o Ejpril Kepner i činjenici da su je pripravnici prozvali "strankom". |                      |                    |                 |              |                             |                                   |

### Sezona 1 (2018.)
| Br. epizode ukupno | Br. epizode u sezoni | Naslov              | Režiser       | Pisac             | Originalni datum emitovanja | Br. gledalaca u SAD (u milionima) |
| --- | -------------------- | ------------------- | ------------- | ----------------- | --------------------------- | --------------------------------- |
| 1 | 1                    | „Zaglavljeni“       | Paris Barklej | Stejsi MekKi      | 22.03.2018.                 | 5.43                              |
| Kada tim odgovori na poziv zbog požara u stanu, i kapetan Pruit Herera pretrpi povredu, budućnost rukovodstva stanice je neizvesna, tako da je vatrogasac Endi Herera primorana da pojača ekipu. U međuvremenu, novi regrut Ben Voren menja hirurški skalpel za nov početak kao vatrogasac, ali nije bilo lako i teško je shvatio da su hitne situacije na terenu znatno drugačije od onih u Memorijalnoj bolnici Grej Sloun. |                      |                     |               |                   |                             |                                   |
| 2 | 2                    | „Nevidljiv za mene“ | Paris Barklej | Stejsi MekKi      | 22.03.2018.                 | 5.43                              |
| U odsustvu kapetana Herere, pokušavaju da se snađu kako da rade zajedno, kada je došlo do smene kapetana. Endi je prva, ali stvari se komplikuju njenog prvog dana. Voren i Viktorija počinju da rade zajedno kada se požarni alarm oglasi u školi Benovog sina Takera. U međuvremenu, Din upoznaje civila, Džej-Džej, kada ga ona zamoli da joj popravi alarm u stanu. Saobraćajna nesreća na seoskom putu ugrožava i živote žrtava, kao i živote spasilačkog tima. |                      |                     |               |                   |                             |                                   |
| 3 | 3                    | „Sadrži plamen“     | Meri Lou Beli | Vendi Kalhun      | 29.03.2018.                 | 5.86                              |
| Tim reaguje na požar u kući Džej-Džej, gde Din rizikuje život kako bi spasio Seta, koji na kraju umire u bolnici. Emotivna Džej-Džej posećuje Dina u stanici kako bi joj pomogao da podnese gubitak. Nakon neslaganja između Džeka i Endi, Frankel im ukazuje na njihove greške, ali iskazuje poštovanje prema Džeku, jer je on morao, za razliku od Endi, da se snađe na poslu bez veze. Endi čuje to, ali odlazi pre nego što Džek kaže Frankel da je, ako ništa drugo, Endin otac zadržao nju. Maja i Trevis biraju strane za poziciju kapetana. Benu je teško da ne prati ljude koje spašavaju. Pruit nerado ostaje kod kuće i na kraju se vraća u stanicu zbog administrativnih poslova dok se Rajan pita da li ga Endi i dalje vidi kao tinejdžera, kao što to čini njen otac.                                                                                               |                      |                     |               |                   |                             |                                   |
| 4 | 4                    | „Ponovo zapaljen“   | Denis Smit    | Ajlin Rouzencvajg | 05.04.2018.                 | 5.09                              |
| Tim se bori sa rasplamsalom vatrom u novom objektu koji nudi noćenje sa doručkom. Džek i Endi raspravljaju o svojoj vezi nakon jednonedeljnog prepucavanja kao ko-kapetani, ali nisu toliko tajanstveni koliko misle da jesu. Maja se drži podalje od Endi, nakon što je tražila od Maje da odbije pošto joj nije rekla da je Rajan došao u policijsku stanicu da identifikuje njenog brata, koji je uhvaćen u krađi umetničkih potrepština. Umesto toga ona poverava Rajanu da je njen brat na lošem putu zbog toga što su se njeni roditelji posvetili njenoj olimpijskoj karijeri. Din pokušava da pozove Džej-Džej da izađu i pita Trevisa i Pruita za savet. Trevis upoznaje prelepog muškarca preko Edit. U međuvremenu Ben zapaža da je iskustvo sa plavom vatrom ostavilo traga na Viktoriju, koja negira da je razvila strah od vatre koji može da okonča njenu karijeru. |                      |                     |               |                   |                             |                                   |
| 5 | 5                    | „Šok za sistem“     | Milan Čejlov  | Anupam Nigam      | 12.04.2018.                 | 5.59                              |
| Maja i Endi idu u prismotru u raciju koji je namestio Rajan i njegov tim. Dok su u strahu za njegovu bezbednost, razrešavaju nedavne međusobne tenzije i otvoreno pričaju o njihovim problemima. Gledajući Rajana u njegovom profesionalnom okruženju, pojačava se Endino interesovanje. Pruit pojačava pritisak na Džeka nakon otkrića o njegovoj i Endinoj vezi. Jedno za drugim, i ostali članovi tima tu takođe saznali. Bejli posećuje stanicu i kritikuje Pruita što se ne pridržava njenih uputstava. Džej-Džej poziva Dina na sastanak. Tim se javlja na poziv muškarca zarobljenog u opasnoj situaciji sa strujom, dok je trudna žena, za koju se ispostavlja da je njegova žena, došla u stanicu tražeći pomoć za postavljanje dečjih sedišta za automobile. |                      |                     |               |                   |                             |                                   |

### Sezona 2 (2018/19.)
| Br. epizode ukupno | Br. epizode u sezoni | Naslov              | Režiser       | Pisac            | Originalni datum emitovanja | Br. gledalaca u SAD (u milionima) |
| --- | -------------------- | ------------------- | ------------- | ---------------- | --------------------------- | --------------------------------- |
| 11 | 1                    | „Nema oporavka“     | Paris Barklej | Stejsi MekKi     | 04.10.2018.                 | 5.17                              |
| Nakon eksplozije, Endi se oglušuje o Riplijeve naredbe, i vraća se nazad da potraži Džeka u pratnji Maje. Nakon spasavanja žrtve, Din se takođe vraća nazad, nasuprot Riplijevim naređenjima, kako bi spasao Džeka, ali na kraju završava pomažući Vik da izvuče Trevisa napolje. Ben uspeva da spasi Moli, dok Endi i Maja spasavaju Džeka. Trevis i Moli su odvedeni u Memorijalnu bolnicu Grej Sloun. Tokom čekanja, Ben se vezuje za Molinu majku i otkriva da ga Vik krivi što je napustio Trevisa. Međutim, ona mu oprašta kada vidi kako je slomljen kada je saznao da je Moli umrla na operacionom stolu. Pruit se povlači, i Endi je rečeno da je on blizu remisije. Stanici je predstavljen njihov novi kapetan: Robert Salivan. U međuvremenu, retrospektivno se prikazuje poreklo bliskih prijateljstava između Maje i Endi, Dina i Džeka, kao i Vik i Trevisa. |                      |                     |               |                  |                             |                                   |
| 12 | 2                    | „Ispod površine“    | Milan Čejlov  | Tia Napolitano   | 11.10.2018.                 | 6.54                              |
| Din poziva Dr. Megi Pirs da izađu. Endi odlučuje da impresionira novog kapetana. Kako je Pruit u remisiji, Endi odlučuje da se iseli i prihvata Majinu ponudu dođe da živi sa njom. Tim odlazi da spase dečaka koji je pobegao iz Memorijalne bolnice Grej Sloun i upao u odvodni cevni sistem dok ga je jurio Rajan. Endi izvodi rizičan potez da spase dečaka, ali dolazi do svađe između njih dve i Salivanog ukora Endi. Nakon što se pridružio vatrogascima u spasavanju sa Dr. Endruom DeLukom, Megi odbija Dina ali joj on daje do znanja da njegova ponuda i dalje stoji, ukoliko ikada bude bez momka. Travis posećuje stanicu i biva uvučen u akciju spašavanja. Ben je određen za kancelarijske poslove zbog nepridržavanja protokola i Pruit je uvređen kada mu Salivan predlaže da ide u penziju.                                                              |                      |                     |               |                  |                             |                                   |
| 13 | 3                    |                     | Tesa Blejk    | Anupam Nigam     | 18.10.2018.                 | 4.16                              |
| Vatrogasna stanica je u visokoj pripravnosti pošto novi kapetan izdaje naređenja. Maja i Endi žive zajedno kao prijateljice. Pozivom je utvrđeno da je stara žena zaglavljena i Endi ide da je spase. Trevis i Vik se ne slažu a ona otkriva da je to zbog toga što ga je videla da je skoro umro. U međuvremenu, policijska vožnja se pretvara u kratko partnerstvo jer Rajan sa sobom vodi malo verovatnog člana tima. |                      |                     |               |                  |                             |                                   |
| 14 | 4                    | „Izgubljen i nađen“ | Markus Stouks | Džim Kampolongo  | 25.10.2018.                 | 5.02                              |
| Salivan naređuje svakom članu posade da nauči posebnu veštinu. Rajan je uhvaćen u nepripravnosti dok se susreće lice u lice sa nekim iz svoje prošlosti. Salivan, Endi i Maja obuzdavanju vatru u napuštenoj zgradi. |                      |                     |               |                  |                             |                                   |
| 15 | 5                    | „Učini malo štete“  | Salivan Vajt  | Anđela L. Harvej | 01.11.2018.                 | 4.89                              |
| Dok Kapetan Salivan sastavlja policijska i vatrogasna odeljenja radi trening seminara, Ben i Bakli počinju da se razilaze. |                      |                     |               |                  |                             |                                   |

### Sezona 3 (2020.)
| Br. epizode ukupno | Br. epizode u sezoni | Naslov                  | Režiser          | Pisac         | Originalni datum emitovanja | Br. gledalaca u SAD (u milionima) |
| --- | -------------------- | ----------------------- | ---------------- | ------------- | --------------------------- | --------------------------------- |
| 28 | 1                    | „Znam ovaj bar“         | Paris Barklej    | Krista Vernof | 23.01.2020.                 | 7.02                              |
| Nakon teškog poziva Stanica 19 odgovara na saobraćajnu nesreću u Emerald siti Baru. Unutra se Ben i Pruit udružuju sa Džeksonom, Levijem i Nikom iz Grej Slouna kako bi stabilizovali povređene pripravnike hirurgije i par koji se nalazi u autu. Oseća se tenzija između Endi i Roberta, nakon što je odbio Endi zbog unapređenja koje očekuje nakon Riplijeve smrti. Nakon što je trpeo njeno nepokorno ponašanje nedeljama, on joj konačno naređuje da uzme slobodne dane kako bi je zaustavio da negativno utiče na ostale članove tima. Maja raskida sa Džekom iz istog razloga. Prikazi iz prošlosti prikazuju ekipu kako proslavlja trudnoću Bejlijeve i zatim kada Džekson predstavljen kao Vikin novi dečko a takođe i tešku svađu između Pruita i njegove ćerke pošto će njeno spavanje sa Kapetanom ocrniti njegov obraz. |                      |                         |                  |               |                             |                                   |
| 29 | 2                    | „Vatromet u zatvorenom“ | Paris Barklej    | Kajli Donovan | 30.01.2020.                 | 6.12                              |
| Majkl Dikson iz policijskih odeljenja je predstavljen kao novi šef vatrogasaca. Posećujući najbolju kompaniju u gradu on otkriva da mu je namera da služba dobije dobar publicitet. End menja Rigo Vaskez iz B smene i tim se javlja na poziv iz prodavnice. Ben tamo upoznaje tinejdžera koji ga podseća na njega kada je bio mlađi i kao flešbek prikazuje nesreću u vožnji koja je njegovom prijatelju prozrokovala vegetativno stanje, što je i bio razlog izbora njegove karijere. Pruit daje Salivanu do znanja da neće oklevati da obavesti Diksona o njegovoj vezi sa Endi ukoliko to što se dešava, ne prestane odmah. Maja okriva Salivanu da želi da postane kapetan ukoliko on bude unapređen u Šefa bataljona dok Džek spava sa Velaskezovom ženom shvativši njen identite tek kasnije. U međuvremenu Endi i Rajan čuvaju sina njenog komšije. Rajan priznaje da se je vratio iz San Dijega zbog toga što je još uvek zaljubljen u Endi, dečak se pojavljuje sa puškom njegove majke i puca u Rajana. |                      |                         |                  |               |                             |                                   |
| 30 | 3                    | „Pohvala“               | Erik Lanevil     | Anupam Nigam  | 06.02.2020.                 | 5.92                              |
| Rajan podleže povredama, dok prikazi iz prošlosti ukazuju na njegovu važnost u Endinom životu tokom godina. Prikazi iz prošlosti takođe otkrivaju da je Pruit išao da poseti Rajana u San Dijegu da mu traži da se vrati i nastavi da bude deo Endinog života ohrabrujući ga da joj prizna svoju ljubav. Endi se vraća na posao ubrzo posle sahrane. Ben se zalaže za svoj tim lekara spasilaca. Salivan traži pomoć Toma Korasika kada bol u njegovoj nozi postaje sve nepodnošljivija. Džekson poziva Vik da večeru sa njegovom majkom, Ričardom i Megi i ona ubeđuje da pođe i Den kao tampon zona. Džek ne može da odoli da spava sa Rigovom suprugom ponovo. Pruit ubeđuje Salivana da ne imenuju Endi za kapetana pošto on misli da je njeno stanje uma takvo da će sve da upropasti, navodeći Salivana da preporuči Maju za posao. |                      |                         |                  |               |                             |                                   |
| 31 | 4                    | „Kuća gde niko ne živi“ | Oliver Bokelberg | Megan Planket | 13.02.2020.                 | 6.00                              |
| Kako bi se udaljio od svoje veze, Džek se spetlja sa ženom drugog vatrogasca. I sada, kada je Maja unapređena u kapetana, stvari postaju još gore. Kao i svi ostali u Stanici 19, Džek zna da je Endi zaslužila taj posao. Maja traži od tima da se pridržava ambulante koja patrolira područjima visokog rizika. Maja traži od celog tima da ponove tu radnju. U međuvremenu Ben i Džek umiruju grupu beskućnika, bioloških i hraniteljskih braće i sestara kako bi pomogli da se spase život i to su okidači za Džekovu prošlost. Novi šef vatrogasaca već prouzrokuje nevolje. Majkl Dikson nije nikad bio vatrogasac, on je bivši policajac i to ga stavlja na potpuno drugačiju poziciju. Džek provodi vreme pričajući sa Endi o Rajanovoj smrti. |                      |                         |                  |               |                             |                                   |
| 32 | 5                    | „U šumi“                | Endi Volk        | Tajron Finč   | 20.02.2020.                 | 6.27                              |
| U naporima da poveća moral, Maja vodi ekipu na tim bilding kamp izlet. Nakon napete noći, namera im je da testiraju kako rade da bi spasili kampere nakon groznog napada medveda. Rigo sumnja da se nešto dešava između njegove supruge i Džeka, kada se izvini za svoj ispad. Salivan i Ben ne idu na izlet kako bi pripremili auto pomoći za Benovu ekipu doktora spasilaca. Ben iskazuje svoju tugu nakon gubitka bebe dok Salivan krade fentanil iz medicinskih zaliha. Od leka se otvori i priča o svom privatnom životu i ponaša se nepredvidivo, što upozorava Bena, dok Salivan to pravda stresom prouzrokovanim njegovim novim poslom. Maja, osećajući se izolovano i ismejano od strane bivših prijatelja, priseća se mladosti, kada je njen strogi otac naterao da se usredsredi na trkačku karijeru po cenu društvenog života. |                      |                         |                  |               |                             |                                   |
| 33 | 6                    | „Led led bebo“          | Tesa Blejk       | Rob Gils      | 27.02.2020.                 | 6.59                              |
| Kada je mećava pogodila Sijetl, stanica otvara svoja vrata kao sklonište za ljude iz komšiluka, među njima i za Džej-Džej koja je u trudovima. Pošto ne može da se preveze do bolnice, Maja, Endi i Pruit joj pomažu da se porodi i rodi devojčicu u stanici. Maja pokušava da popravi svoje prijateljstvo sa Endi. Kada se rasprava pojača Maja podseća Pruita na nedavnu svađu sa Endi što dovodi do toga da Endi shvata da mu se vratio rak. Ona se slomila, a Robert je teši. Rigo se suprotstavlja Džeku zbog toga što spava sa Evom i istuče ga. Džek objašnjava Dinu zašto se nije branio i Din ga prekorava što je prekršio dogovor između vatrogasaca. Ben i Salivan vode račune o čoveku čiju je nogu potrebno amputirati, i tada Benove sumnje o Salivanovom čudnom ponašanju još više rastu. U međuvremenu Travis pokušava da spase zaboravnu staru ženu koja je zatrpana snegom u svom autu na nepoznatoj lokaciji. Nakon što ga zabrinuta majka zove da proveri kako je, on misli da borbu njegovih roditelja da prihvate njegovu seksualnost i njegov prekid kontakta sa njima kada nakon što se nisu pojavili na venčanju. |                      |                         |                  |               |                             |                                   |

## Produkcija

### Razvoj
Dana 6. maja 2018. direktor kompanije ABC godine Čaning Dangej objavio je na prezentaciji kompanije ABC da je mreža izdala direktan nalog za drugu adaptaciju (engl. spin off) "Uvoda u anatomiju". Stejsi MekKi, dugogodišnji pisac i izvršni producent "Uvoda u anatomiju", postaće vodeći producent, zajedno sa Šondom Rims i Betsi Birs, koje su takođe bile izvršni producenti. Serija, čija radnja bi bila smeštena u Vatrogasnoj stanici Sijetla, pratila bi živote grupe vatrogasaca. Nalog se sastojao od 10 epizoda. Prilikom objavljivanja serije, Dangej je rekao: „Niko ne može tako dobro da spoji opasnost sa kojom se vatrogasci susreću na dužnosti sa dramom u njihovim privatnim životima kao Šonda, a duh serije „Uvod u anatomiju“ savršena je pozadina ovog uzbudljivog nastavka.“ Patrik Moran, predsednik u kompaniji ABC, dodao je: „Razgovarali smo sa Šondom o elementima „Uvoda u anatomiju“ koji izgleda da ostavljaju utisak na publiku – emocionalno pripovedanje, duboki ljudski odnosi, okruženje sa visokim ulozima, kao i jake i snažne žene – i ti će se elementi preneti na nastavak“. Jula 2017. godine, Paris Barklej prijavio se u seriji kao producent režije i izvršni producent. Januara 2018. godine, objavljeno je da je Elen Pompeo obnovila svoj ugovor da glumi Meredit Grej tokom 16. sezone „Uvoda u anatomiju“, pored toga što je postala producent šoua i ko-izvršna producentkinja nastavka. Kasnije tog meseca, ABC je objavila da će se serija zvati „(Vatrogasna) stanica 19“.
Epizoda „Uvoda u anatomiju“, prvobitno planirana da bude emitovana jeseni 2017. godine i umesto toga emitovana marta 2018. godine, poslužiće kao pozadinska pilot epizoda. Pozadinska pilot epizoda  poslužiće da predstavi glavnog junaka nastavka, Endi Hereru.
Dana 11. maja 2018. godine, šou je obnovljen dodavanjem druge sezone.  Druga sezona planirana je za premijeru  4. oktobra 2018. godine. Dana  19. oktobra 2018. godine, objavljeno je da je ABC naredila punu drugu sezonu. Dana  10. maja 2019. godine serija je obnovljena trećom sezonom čija je premijera planirana za 23. januar 2010. godine.

### Glumačka ekipa
Dana 26. jula 2017. godine Džejna Li Ortiz angažovana je kao glavna ženska glumica, Andrea Endi Herera. Septembra 2017. godine objavljeno je da će Džejson Džordž, koji je igrao Dr. Bena Vorena od 6. sezone „Uvoda u anatomiju“, napustiti tu seriju, kako bi se pridružio adaptaciji (nastavku) kao redovnom serijalu. Očekivano je da nastavi da bude regularni glumac „Uvoda u anatomiju“, sve dok nastavak ne počne. Dana 6. oktobra 2017. godine, Grej Dejmon je angažovan kao poručnik Džek Gibson, Džej Hajden kao Trevis Montgomeri, Okieriete Onaodovan kao Din Miler, Daniel Savre kao Maja Bišop i Beret Dos kao Viktorija Vik Hjuz. Uskoro im se pridružio Miguel Sandoval kao kapetan Pruit Herera, i Alberto Freza kao policajac Rajan Taner.

### Snimanje
Snimanje prve sezone počelo je 18. oktobra 2017. godine i nastavljeno 2. aprila 2018. Snimanje serije odvija se prvenstveno u Los Anđelesu; dodatna snimanja obavljena su u Sijetlu. Stanica u Vatrogasnoj stanici 19, bazirana je na Stanici 20 u Sijetlu, koja se nalazi u kvartu kraljice Ane.

## Izdanje

### Emitovanje
„Vatrogasna stanica 19“ počela je da se emituje 22. marta 2018. na američkoj televiziji ABC. Televizijska stanica CTV stekla je pravo za emitovanje u Kanadi 2018. godine. Britanski televizijski kanal Skaj living ostvario je prava za emitovanje serije u Ujedinjenom kraljevstvu i Irskoj.

### Marketing
Početkom decembra 2017. godine, američki magazin „Nedeljna zabava“ (engl. Entertainment Weekly) objavio je prve slike serije.

## Odziv

### Rejting

#### Ukupno
| Sezona | Vreme (istočna vremenska zona) | Epizode | Prvi put emitovano | Prvi put emitovano           | Poslednji put emitovano | Poslednji put emitovano      | TV sezona | Rang | Prosečan broj gledalaca (u milionima) |
| Sezona | Vreme (istočna vremenska zona) | Epizode | Datum              | Broj gledalaca (u milionima) | Datum                   | Broj gledalaca (u milionima) | TV sezona | Rang | Prosečan broj gledalaca (u milionima) |
| ------ | ------------------------------ | ------- | ------------------ | ---------------------------- | ----------------------- | ---------------------------- | --------- | ---- | ------------------------------------- |
| 1      | Četvrtak 21:00 h               | 10      | 22.03.2018.        | 5.43                         | 17.05.2018.             | 5.10                         | 2017/18   | 54   | 7.36                                  |
| 2      | Četvrtak 21:00 h               | 17      | 04.10.2018.        | 5.17                         | 16.05.2019.             | 4.82                         | 2018/19   | 53   | 7.37                                  |
| 3      | Utorak 20:00 h                 |         | 23.01.2020.        | 7.02                         |                         |                              | 2019/20   |      |                                       |

### Kritički odziv
„Truli paradajz“ (engl. Rotten tomatoes), vebsajt koji sakuplja kritike i recenzije, objavio je ocenu odobravanja od 65% sa prosečnom ocenom 6.0/10.0 na osnovu 17 recenzija. „Metakritik“, vebsajt koji sakuplja kritike i recenzije, dodelio je ocenu 55 od 100 na osnovu 10 kritika, ukazujući na „mešane ili prosečne recenzije“.

### Pohvale
| Godina | Nagrada                              | Kategorija                                 | Nominovani              | Rezultat |
| ------ | ------------------------------------ | ------------------------------------------ | ----------------------- | -------- |
| 2018.  | Imagen nagrade (engl. Imagen Awards) | Najbolji program (drama) u udarnom terminu | „Vatrogasna stanica 19“ | Osvojeno |

## Spoljašnje veze
- Vatrogasna stanica 19 na sajtu IMDb
- Vatrogasna stanica 19 na sajtu televizije ABC
- Vatrogasna stanica 19 Архивирано на веб-сајту  (18. мај 2020) na sajtu televizije CTV